# Українка (зупинний пункт)
Українка — пасажирський залізничний зупинний пункт Козятинської дирекції Південно-Західної залізниці на лінії Шепетівка — Здолбунів між станціями Остріг (на сході) та Івачкове (на заході). Розташований у селі Дубини, неподалік від однойменного села Українка Рівненського району Рівненської області.

## Пасажирське сполучення
На залізничній платформі зупиняються приміські електропоїзди сполученням: 
- Шепетівка — Здолбунів
- Шепетівка — Рівне
- Рівне — Могиляни.